# Walkin' (EP)
Walkin' é o mini-álbum de estreia da cantora sul-coreana Suran. Foi lançado em 02 de junho de 2017, pela Million Market e distribuído pela LOEN Entertainment. É composto por cinco músicas, incluindo "Wine", com participação do rapper Changmo, lançada anteriormente como single digital, e a faixa-título "1+1=0" com participação do vocalista Dean.
O EP foi um sucesso moderado, entrando em 30º lugar no Gaon Album Chart.

## Lançamento
Walkin' foi lançado através de vários portais de música, incluindo o Melon, e o iTunes, para o mercado global.

## Singles
"Wine" foi lançado como single em 24 de abril de 2017, antes do lançamento do EP. Tem participação do rapper Changmo e foi produzida por Suga do grupo BTS. A música entrou no 4º lugar do Gaon Digital Chart na edição de 23 a 29 de abril de 2017, com 165.012 downloads vendidos e 3.499.689 streams. Em sua segunda semana, a música chegou a ficar na 2ª posição do chart. A música entrou em 34º lugar no mês de abril de 2017 com 198.424 downloads vendidos. Para o mês de maio de 2017, a música chegou em 4º lugar com 373.907 downloads vendidos. Para o mês de junho de 2017, a música ficou em 11º lugar com 203.935 downloads vendidos. A música vendeu mais de 776.266 downloads até junho de 2017. A música foi a 15ª música mais vendida de 2017, com 1.502.265 downloads.
"1+1=0" foi lançada como a faixa-título em conjunto com o EP em 2 de junho de 2017, e tem a participação do cantor Dean. A música entrou em 45º lugar do Gaon Digital Chart na edição de 28 de maio a 3 de junho de 2017, com 50.668 downloads vendidos e 767.433 streams. Em sua segunda semana, a música chegou a ficar na 32ª posição, com 50.508 downloads vendidos com 1.763.992 streams. A música ficou na 48ª posição no mês de junho de 2017 com 150.343 downloads vendidos. A música também estreou em 66º lugar no K-pop Hot 100 da Billboard Coreia.

## Desempenho comercial
Walkin' entrou na 30ª posição do Gaon Album Chart na edição de 4 a 10 de junho de 2017. Em sua segunda semana, o EP caiu para a 95ª posição e saiu do chart na semana seguinte. O EP entrou em 74º lugar no chart do mês de junho de 2017 com 963 cópias físicas vendidas.

## Lista de músicas
| Download digital |                                                                             |                                |                             |                       |         |  |
| N.º              | Título                                                                      | Letras                         | Música                      | Arranjo               | Duração |  |
| 1.               | "Walking"                                                                   | Suran Lee Hyunseo              | Suran Tak                   | Tak Suran             | 3:49    |  |
| 2.               | "1+1=0" (com Dean)                                                          | Deanfluenza                    | Deanfluenza highhopes       | Deanfluenza highhopes | 3:12    |  |
| 3.               | "Wine / If I Get Drunk Today" (오늘 취하면; oneul chwihamyeon; com Changmo) | Suran Slow Rabbit Changmo June | Slow Rabbit Suga Suran June | Slow Rabbit Suga      | 3:52    |  |
| 4.               | "Babybaby" (쩔쩔매줘; jjeoljjeolmaejwo)                                     | Suran Kriz ACSERUM             | Suran Kriz                  | Kriz                  | 3:13    |  |
| 5.               | "Yo" (해요; haeyo; com Swings)                                              | Suran ACSERUM Swings           | Suran Primary               | Primary               | 4:16    |  |
| Duração total:   | Duração total:                                                              | Duração total:                 | Duração total:              | Duração total:        | 30:36   |  |

## Paradas musicais
| Parada (2017)                    | Posição |
| -------------------------------- | ------- |
| Coreia do Sul (Gaon Album Chart) | 30      |

## Histórico de lançamentos
| País          | Data               | Formato              | Gravadora                          |
| ------------- | ------------------ | -------------------- | ---------------------------------- |
| Coreia do Sul | 2 de junho de 2017 | CD, Download digital | Million Market, LOEN Entertainment |
| Vários        | 2 de junho de 2017 | Download digital     | Million Market, LOEN Entertainment |